# TerrorVision
Pour plus de détails, voir Fiche technique et Distribution.
TerrorVision (TerreurVision au Québec) est un film américain réalisé par Ted Nicolaou (en), sorti en 1986.

## Synopsis
Sur une planète imaginaire du nom de Pluthon, des grognements étranges en provenance d'une sorte de laboratoire, y alertent le personnel. Plus tard, une boule lumineuse en est expulsée et les grognements cessent. Sur terre, un chef de famille "m'as-tu vu", Stanley Putterman, installe au grand bonheur des siens une antenne parabolique bon marché. La réception est au début peu concluante, jusqu'à ce que la dite boule lumineuse frappe l'antenne. Sherman, le fils de Stanley, et son grand-père (le père de sa mère, dont le nom n'est pas mentionné dans le film) sont impatients d'assister au spectacle d'horreur qu'offre la présentatrice Medusa ce soir, tandis que Stanley et son épouse Raquel organisent une soirée chez eux avec leurs amis. Susy, sœur de Stanley, va rendre visite à son fiancé O.D Riley, quand soudain, une figure morbide en état de putréfaction avancée et difforme, rotant et poussant des grognements apparaît sur l'écran de télé à l'indignation de Sherman et son grand-père ; tous deux s'endorment, mais quelque chose les tire de leur assoupissement, un tentacule doté d'un œil surprend Sherman. la créature s'est téléportée hors du téléviseur et s'est mise en quête de proies... et toute la famille figure sur son menu. Sa première victime est le grand-père, qu'elle liquéfie et aspire sous les yeux de Sherman, qui tente de prévenir son entourage ainsi que la police, sans succès. Pis que tout, le monstre a plus d'un tour dans son sac car il a la capacité de devenir invisible ainsi que de créer des versions dégénérées des personnes qu'il a absorbées et de se cacher dans le téléviseur. Un extra-terrestre, du nom de Pluthar, apparaît sur l'écran pour prévenir les terriens que la créature, qui porte le nom de "dévoreur", a élu domicile sur terre avec l'intention d'en prendre le contrôle et d'exterminer ses occupants. Le seul espoir pour l'humanité est de détruire tous les téléviseurs qui représentent pour le dévoreur un moyen de transport. Tout le monde croit en un canular. Sherman semble être le seul rempart contre ce fléau, mais il n'est pas au bout de ses peines...

## Fiche technique
- Titre original anglais : TerrorVision
- Titre italien : Visioni del terrore
- Titre québécois : TerreurVision
- Réalisation : Ted Nicolaou (en)
- Scénario : Charles Band et Ted Nicolaou (en)
- Production : Albert Band, Debra Dion et Charles Band
- Sociétés de production : Altair Productions, Empire Pictures et Lexyn Productions
- Musique : Richard Band et The Fibonaccis
- Photographie : Romano Albani
- Montage : Thomas Meshelski
- Décors : Giovanni Natalucci
- Costumes : Kathie Clark
- Pays de production :  États-Unis -  Italie
- Langue originale : anglais américain
- Format : Couleurs - 1,85:1 - Mono - 35 mm
- Genre : Comédie horrifique et science-fiction
- Durée : 85 minutes
- Date de sortie : 
  - États-Unis : 14 février 1986
- Interdit aux moins de 12 ans

## Distribution
- Diane Franklin : Suzy Putterman
- Chad Allen : Sherman Putterman
- Gerrit Graham : Stanley Putterman
- Mary Woronov : Raquel Putterman
- Jon Gries (VF : Dominique Collignon-Maurin) : O.D. Riley
- Jennifer Richards : Medusa
- Alejandro Rey : Spiro
- Bert Remsen : le grand-père Putterman
- Randi Brooks : Cherry
- Ian Patrick Williams : Nulty
- Sonny Carl Davis : Norton
- William Paulson : Pluthar
- John Leamer : Chauffer
- Frank Welker (VF : Christian Pélissier) : le monstre (voix)

## Autour du film
- Le tournage s'est déroulé en Italie.
- Parmi les différents films présentés dans l'émission de Medusa, on trouve Robot Monster (1953), Les soucoupes volantes attaquent (1956) et The Giant Claw (1957).
- Durant le bref extrait de l'émission MTV, on peut voir le clip de la chanson Tormentor du groupe W.A.S.P. Le personnage d'O.D. Riley porte un tshirt du même groupe.
- Il s'agit du dernier film cinéma d'Alejandro Rey, l'interprète de Spiro, décédé en mai 1987.

## Distinctions
- Nomination au prix du meilleur espoir masculin pour Chad Allen, lors des Young Artist Awards en 1987.